# Borussia Verein für Leibesübungen 1900 Mönchengladbach 2016-2017
Questa voce raccoglie le informazioni riguardanti il Borussia Verein für Leibesübungen 1900 Mönchengladbach nelle competizioni ufficiali della stagione 2016-2017.

## Stagione
Nella stagione 2016-2017 il Borussia Mönchengladbach, allenato da Dieter Hecking, concluse il campionato di Bundesliga al 9º posto. In coppa di Germania il Borussia Mönchengladbach fu eliminato in semifinale dallo Schalke 04.

## Maglie e sponsor
| Casa | Trasferta | Terza maglia |

## Rosa
| N. |                      | Ruolo | Calciatore             |
| -- | -------------------- | ----- | ---------------------- |
| 1  | Svizzera (bandiera)  | P     | Yann Sommer            |
| 3  | Danimarca (bandiera) | D     | Andreas Christensen    |
| 4  | Danimarca (bandiera) | D     | Jannik Vestergaard     |
| 5  | Germania (bandiera)  | C     | Tobias Strobl          |
| 6  | Germania (bandiera)  | C     | Christoph Kramer       |
| 7  | Germania (bandiera)  | A     | Patrick Herrmann       |
| 8  | Germania (bandiera)  | C     | Mahmoud Dahoud         |
| 9  | Svizzera (bandiera)  | A     | Josip Drmić            |
| 10 | Belgio (bandiera)    | C     | Thorgan Hazard         |
| 11 | Brasile (bandiera)   | A     | Raffael                |
| 13 | Germania (bandiera)  | C     | Lars Stindl (capitano) |
| 14 | Germania (bandiera)  | C     | Nico Schulz            |
| 15 | Germania (bandiera)  | C     | Marvin Schulz          |
| 16 | Guinea (bandiera)    | C     | Ibrahima Traoré        |

| N. |                        | Ruolo | Calciatore             |  |
| -- | ---------------------- | ----- | ---------------------- |  |
| 17 | Svezia (bandiera)      | D     | Oscar Wendt            |  |
| 19 | Stati Uniti (bandiera) | D     | Fabian Johnson         |  |
| 20 | Svizzera (bandiera)    | C     | Djibril Sow            |  |
| 21 | Germania (bandiera)    | P     | Tobias Sippel          |  |
| 22 | Slovacchia (bandiera)  | C     | László Bénes           |  |
| 23 | Germania (bandiera)    | C     | Jonas Hofmann          |  |
| 24 | Germania (bandiera)    | D     | Tony Jantschke         |  |
| 25 | Francia (bandiera)     | D     | Timothée Kolodziejczak |  |
| 27 | Germania (bandiera)    | D     | Julian Korb            |  |
| 28 | Germania (bandiera)    | C     | André Hahn             |  |
| 30 | Svizzera (bandiera)    | D     | Nico Elvedi            |  |
| 33 | Germania (bandiera)    | P     | Christofer Heimeroth   |  |
| 35 | Germania (bandiera)    | P     | Moritz Nicolas         |  |
| 44 | Germania (bandiera)    | A     | Ba-Muaka Simakala      |  |

## Organigramma societario
Area tecnica
- Allenatore: Dieter Hecking
- Allenatore in seconda: Dirk Bremser, Frank Geideck
- Preparatore dei portieri: Uwe Kamps
- Preparatori atletici: Alexander Mouhcine, Markus Müller, Andreas Bluhm

## Calciomercato

### Sessione estiva(dall'1º/7 al 31/8)
| Acquisti | Acquisti           | Acquisti         | Acquisti   |
| R.       | Nome               | da               | Modalità   |
| -------- | ------------------ | ---------------- | ---------- |
| C        | László Bénes       | Žilina           | definitivo |
| A        | Josip Drmić        | Amburgo          | definitivo |
| C        | Christoph Kramer   | Bayer Leverkusen | definitivo |
| D        | Tobias Strobl      | Hoffenheim       | definitivo |
| D        | Jannik Vestergaard | Werder Brema     | definitivo |

| Cessioni | Cessioni           | Cessioni   | Cessioni   |
| R.       | Nome               | a          | Modalità   |
| -------- | ------------------ | ---------- | ---------- |
| D        | Roel Brouwers      | Roda JC    | definitivo |
| D        | Martin Hinteregger | Salisburgo | definitivo |

### Sessione invernale(dal 4/1 all'1º/2)
| Acquisti | Acquisti | Acquisti | Acquisti |
| R.       | Nome     | da       | Modalità |
| -------- | -------- | -------- | -------- |

| Cessioni | Cessioni | Cessioni | Cessioni |
| R.       | Nome     | a        | Modalità |
| -------- | -------- | -------- | -------- |

## Risultati

### Bundesliga

#### Girone di andata
| Arbitro: | Brych |

|                     |           |                |
| Hahn 45’ Stindl 85’ | Marcatori | 79’ Pohjanpalo |

| Arbitro: | Osmers |

|                                      |           |            |
| Philipp 54’, 85’ Petersen 88’ (rig.) | Marcatori | 35’ Hazard |

| Arbitro: | Stieler |

|                                         |           |            |
| Hazard 11’, 18’ Raffael 21’ (rig.), 41’ | Marcatori | 73’ Gnabry |

| Arbitro: | Gräfe |

|           |           |             |
| Werner 6’ | Marcatori | 84’ Johnson |

| Arbitro: | Dankert |

|                      |           |  |
| Stindl 42’ Wendt 76’ | Marcatori |  |

| Arbitro: | Stegemann |

|                                                       |           |  |
| Choupo-Moting 52’ (rig.) Embolo 56’, 83’ Goretzka 58’ | Marcatori |  |

| Mönchengladbach 15 ottobre 2016, ore 15:30 CEST 7ª giornata | Borussia M'gladbach | 0 – 0 referto | Amburgo | Borussia-Park (53 636 spett.)\| Arbitro: \| Stark \| |
| Arbitro:                                                    | Stark               |               |         |                                                      |

| Arbitro: | Drees |

|                     |           |  |
| Vidal 16’ Costa 31’ | Marcatori |  |

| Mönchengladbach 28 ottobre 2016, ore 20:30 CEST 9ª giornata | Borussia M'gladbach | 0 – 0 referto | Eintracht Francoforte | Borussia-Park (54 014 spett.)\| Arbitro: \| Zwayer \| |
| Arbitro:                                                    | Zwayer              |               |                       |                                                       |

| Arbitro: | Stieler |

|                     |           |  |
| Kalou 18’, 33’, 84’ | Marcatori |  |

| Arbitro: | Gräfe |

|            |           |                       |
| Stindl 32’ | Marcatori | 59’ Modeste 90’ Risse |

| Arbitro: | Aytekin |

|            |           |           |
| Dahoud 25’ | Marcatori | 53’ Amiri |

| Arbitro: | Fritz |

|                                             |           |            |
| Aubameyang 7’, 68’ Piszczek 15’ Dembélé 64’ | Marcatori | 6’ Raffael |

| Arbitro: | Hartmann |

|                 |           |  |
| Christensen 76’ | Marcatori |  |

| Arbitro: | Stieler |

|                 |           |  |
| Hinteregger 75’ | Marcatori |  |

| Arbitro: | Kampka |

|            |           |                        |
| Hazard 52’ | Marcatori | 3’ Caligiuri 57’ Gómez |

| Darmstadt 21 gennaio 2017, ore 15:30 CET 17ª giornata | Darmstadt | 0 – 0 referto | Borussia M'gladbach | Jonathan-Heimes-Stadion am Böllenfalltor (17 400 spett.)\| Arbitro: \| Fritz \| |
| Arbitro:                                              | Fritz     |               |                     |                                                                                 |

#### Girone di ritorno
| Arbitro: | Aytekin |

|                       |           |                             |
| Tah 31’ Hernández 34’ | Marcatori | 52’, 58’ Stindl 71’ Raffael |

| Arbitro: | Brych |

|                                     |           |  |
| Stindl 73’ Raffael 78’ Herrmann 90’ | Marcatori |  |

| Arbitro: | Brand |

|  |           |            |
|  | Marcatori | 12’ Hazard |

| Arbitro: | Zwayer |

|                 |           |                         |
| Vestergaard 81’ | Marcatori | 31’ Forsberg 55’ Werner |

| Arbitro: | Dingert |

|  |           |                     |
|  | Marcatori | 60’ Stindl 90’ Hahn |

| Arbitro: | Gräfe |

|                                        |           |                                  |
| Johnson 28’, 64’ Wendt 67’ Raffael 76’ | Marcatori | 38’ (rig.) Bentaleb 82’ Goretzka |

| Arbitro: | Aytekin |

|                     |           |                 |
| Kostić 36’ Wood 80’ | Marcatori | 23’ Christensen |

| Arbitro: | Stieler |

|  |           |            |
|  | Marcatori | 63’ Müller |

| Francoforte sul Meno 1º aprile 2017, ore 18:30 CEST 26ª giornata | Eintracht Francoforte | 0 – 0 referto | Borussia M'gladbach | Commerzbank-Arena (51 500 spett.)\| Arbitro: \| Osmers \| |
| Arbitro:                                                         | Osmers                |               |                     |                                                           |

| Arbitro: | Perl |

|           |           |  |
| Bénes 16’ | Marcatori |  |

| Arbitro: | Brych |

|                         |           |                                       |
| Clemens 18’ Modeste 58’ | Marcatori | 13’ Vestergaard 55’ Traoré 80’ Stindl |

| Arbitro: | Dingert |

|                                          |           |                                       |
| Szalai 9’, 24’ Demirbay 58’, 89’ Uth 75’ | Marcatori | 31’ Vestergaard 35’ Stindl 78’ Dahoud |

| Arbitro: | Stark |

|                                 |           |                                              |
| Stindl 43’ Schmelzer 48’ (aut.) | Marcatori | 10’ (rig.) Reus 59’ Aubameyang 87’ Guerreiro |

| Arbitro: | Stegemann |

|          |           |                       |
| Mutō 89’ | Marcatori | 31’ Stindl 46’ Schulz |

| Arbitro: | Dankert |

|          |           |                 |
| Hahn 90’ | Marcatori | 57’ Finnbogason |

| Arbitro: | Dingert |

|           |           |                 |
| Gómez 58’ | Marcatori | 24’ Vestergaard |

| Arbitro: | Stark |

|                        |           |                           |
| Hazard 50’ Raffael 65’ | Marcatori | 62’ Schipplock 90’ Heller |

### Coppa di Germania
| Arbitro: | Jöllenbeck |

|  |           |          |
|  | Marcatori | 55’ Korb |

| Arbitro: | Perl |

|                        |           |  |
| Johnson 31’ Stindl 84’ | Marcatori |  |

| Arbitro: | Dankert |

|  |           |                             |
|  | Marcatori | 12’ Wendt 36’ (rig.) Hazard |

| Arbitro: | Fritz |

|          |           |                                      |
| Wood 90’ | Marcatori | 53’ (rig.) Stindl 61’ (rig.) Raffael |

| Arbitro: | Aytekin |

|                                                               |                      |                                                              |
| Hofmann 45’                                                   | Marcatori            | 15’ Tawatha                                                  |
| Stindl Herrmann Hahn Strobl Bénes Vestergaard Christensen Sow | Tiri di rigore 6 – 7 | Oczipka Hector Gaćinović Fabián Russ Seferović Varela Hrgota |

### Champions League

#### Qualificazioni
| Arbitro: | Rizzoli |

|               |           |                                        |
| Sulejmani 56’ | Marcatori | 11’ Raffael 67’ Hahn 69’ (aut.) Rochat |

| Arbitro: | Marriner |

|                                           |           |           |
| Hazard 9’, 64’, 84’ Raffael 33’, 40’, 77’ | Marcatori | 79’ Ravet |

#### Fase a gironi
| Arbitro: | Kuipers |

|                                          |           |  |
| Agüero 9’, 28’ (rig.), 77’ Iheanacho 90’ | Marcatori |  |

| Arbitro: | Skomina |

|            |           |                     |
| Hazard 34’ | Marcatori | 65’ Turan 74’ Piqué |

| Arbitro: | Sidiropoulos |

|  |           |                     |
|  | Marcatori | 57’ Stindl 77’ Hahn |

| Arbitro: | de Sousa |

|            |           |                    |
| Stindl 32’ | Marcatori | 76’ (rig.) Dembélé |

| Arbitro: | Çakır |

|             |           |           |
| Raffael 23’ | Marcatori | 45’ Silva |

| Arbitro: | Karasëv |

|                               |           |  |
| Messi 16’ Turan 50’, 53’, 67’ | Marcatori |  |

### Europa League
| Arbitro: | Manzano |

|  |           |                  |
|  | Marcatori | 44’ Bernardeschi |

| Arbitro: | Dias |

|                        |           |                                             |
| Kalinić 16’ Valero 29’ | Marcatori | 44’ (rig.), 47’, 55’ Stindl 60’ Christensen |

| Arbitro: | Kuipers |

|                 |           |             |
| Burgstaller 25’ | Marcatori | 15’ Hofmann |

| Arbitro: | Clattenburg |

|                            |           |                                  |
| Christensen 26’ Dahoud 45’ | Marcatori | 54’ Goretzka 68’ (rig.) Bentaleb |

## Statistiche

### Statistiche di squadra
| Competizione      | Punti | In casa | In casa | In casa | In casa | In casa | In casa | In trasferta | In trasferta | In trasferta | In trasferta | In trasferta | In trasferta | Totale | Totale | Totale | Totale | Totale | Totale | DR |
| Competizione      | Punti | G       | V       | N       | P       | Gf      | Gs      | G            | V            | N            | P            | Gf           | Gs           | G      | V      | N      | P      | Gf     | Gs     | DR |
| ----------------- | ----- | ------- | ------- | ------- | ------- | ------- | ------- | ------------ | ------------ | ------------ | ------------ | ------------ | ------------ | ------ | ------ | ------ | ------ | ------ | ------ | -- |
| Bundesliga        | 45    | 17      | 7       | 5       | 5       | 26      | 18      | 17           | 5            | 4            | 8            | 19           | 31           | 34     | 12     | 9      | 13     | 45     | 49     | -4 |
| Coppa di Germania | -     | 2       | 1       | 1       | 0       | 3       | 1       | 3            | 3            | 0            | 0            | 5            | 1            | 5      | 4      | 1      | 0      | 8      | 2      | +6 |
| Champions League  | -     | 4       | 1       | 2       | 1       | 9       | 5       | 4            | 2            | 0            | 2            | 5            | 9            | 8      | 3      | 2      | 3      | 14     | 14     | 0  |
| Europa League     | -     | 2       | 0       | 1       | 1       | 2       | 3       | 2            | 1            | 1            | 0            | 5            | 3            | 4      | 1      | 2      | 1      | 7      | 6      | +1 |
| Totale            | -     | 25      | 9       | 9       | 7       | 40      | 27      | 26           | 11           | 5            | 10           | 34           | 44           | 51     | 20     | 14     | 17     | 74     | 71     | +3 |

### Andamento in campionato
| Giornata  | 1 | 2  | 3 | 4 | 5 | 6 | 7 | 8  | 9  | 10 | 11 | 12 | 13 | 14 | 15 | 16 | 17 | 18 | 19 | 20 | 21 | 22 | 23 | 24 | 25 | 26 | 27 | 28 | 29 | 30 | 31 | 32 | 33 | 34 |
| --------- | - | -- | - | - | - | - | - | -- | -- | -- | -- | -- | -- | -- | -- | -- | -- | -- | -- | -- | -- | -- | -- | -- | -- | -- | -- | -- | -- | -- | -- | -- | -- | -- |
| Luogo     | C | T  | C | T | C | T | C | T  | C  | T  | C  | C  | T  | C  | T  | C  | T  | T  | C  | T  | C  | T  | C  | T  | C  | T  | C  | T  | T  | C  | T  | C  | T  | C  |
| Risultato | V | P  | V | N | V | P | N | P  | N  | P  | P  | N  | P  | V  | P  | P  | N  | V  | V  | V  | P  | V  | V  | P  | P  | N  | V  | V  | P  | P  | V  | N  | N  | N  |
| Posizione | 4 | 10 | 6 | 8 | 4 | 9 | 9 | 10 | 11 | 11 | 13 | 13 | 13 | 12 | 13 | 14 | 14 | 13 | 11 | 10 | 11 | 10 | 9  | 9  | 10 | 10 | 9  | 8  | 9  | 10 | 9  | 9  | 9  | 9  |

Legenda:

Luogo: C = Casa; T = Trasferta. Risultato: V = Vittoria; N = Pareggio; P = Sconfitta.

### Statistiche dei giocatori
| Giocatore        | Bundesliga | Bundesliga | Bundesliga  | Bundesliga | Coppa di Germania | Coppa di Germania | Coppa di Germania | Coppa di Germania | Champions League | Champions League | Champions League | Champions League | Europa League | Europa League | Europa League | Europa League | Totale   | Totale | Totale      | Totale     |
| Giocatore        | Presenze   | Reti       | Ammonizioni | Espulsioni | Presenze          | Reti              | Ammonizioni       | Espulsioni        | Presenze         | Reti             | Ammonizioni      | Espulsioni       | Presenze      | Reti          | Ammonizioni   | Espulsioni    | Presenze | Reti   | Ammonizioni | Espulsioni |
| ---------------- | ---------- | ---------- | ----------- | ---------- | ----------------- | ----------------- | ----------------- | ----------------- | ---------------- | ---------------- | ---------------- | ---------------- | ------------- | ------------- | ------------- | ------------- | -------- | ------ | ----------- | ---------- |
| C. Heimeroth     | -          | -          | -           | -          | -                 | -                 | -                 | -                 | -                | -                | -                | -                | -             | -             | -             | -             | -        | -      | -           | -          |
| M. Nicolas       | -          | -          | -           | -          | -                 | -                 | -                 | -                 | -                | -                | -                | -                | -             | -             | -             | -             | -        | -      | -           | -          |
| T. Sippel        | 0          | 0          | 1           | 0          | 1                 | 0                 | 0                 | 0                 | -                | -                | -                | -                | -             | -             | -             | -             | 1        | 0      | 1           | 0          |
| Y. Sommer        | 34         | 0          | 1           | 0          | 4                 | 0                 | 0                 | 0                 | 8                | 0                | 0                | 0                | 4             | 0             | 0             | 0             | 50       | 0      | 1           | 0          |
| A. Christensen   | 31         | 2          | 1           | 0          | 3                 | 0                 | 0                 | 0                 | 6                | 0                | 0                | 0                | 3             | 2             | 0             | 0             | 43       | 4      | 1           | 0          |
| M. Doucouré      | -          | -          | -           | -          | -                 | -                 | -                 | -                 | -                | -                | -                | -                | -             | -             | -             | -             | -        | -      | -           | -          |
| N. Elvedi        | 25         | 0          | 4           | 0          | 2                 | 0                 | 0                 | 0                 | 8                | 0                | 0                | 0                | -             | -             | -             | -             | 35       | 0      | 4           | 0          |
| T. Jantschke     | 22         | 0          | 3           | 0          | 4                 | 0                 | 0                 | 0                 | 5                | 0                | 1                | 0                | 4             | 0             | 2             | 0             | 35       | 0      | 6           | 0          |
| T. Kolodziejczak | 1          | 0          | 0           | 0          | -                 | -                 | -                 | -                 | -                | -                | -                | -                | 1             | 0             | 0             | 0             | 2        | 0      | 0           | 0          |
| J. Korb          | 12         | 0          | 0           | 0          | 2                 | 1                 | 0                 | 0                 | 6                | 0                | 0                | 1                | 1             | 0             | 0             | 0             | 21       | 1      | 0           | 1          |
| M. Schulz        | -          | -          | -           | -          | -                 | -                 | -                 | -                 | -                | -                | -                | -                | -             | -             | -             | -             | -        | -      | -           | -          |
| N. Schulz        | 12         | 1          | 1           | 0          | 1                 | 0                 | 1                 | 0                 | 2                | 0                | 0                | 0                | 1             | 0             | 0             | 0             | 16       | 1      | 2           | 0          |
| J. Vestergaard   | 34         | 4          | 1           | 0          | 5                 | 0                 | 0                 | 0                 | 6                | 0                | 0                | 0                | 4             | 0             | 1             | 0             | 49       | 4      | 2           | 0          |
| O. Wendt         | 28         | 2          | 3           | 0          | 5                 | 1                 | 1                 | 0                 | 6                | 0                | 0                | 0                | 4             | 0             | 1             | 0             | 43       | 3      | 5           | 0          |
| L. Bénes         | 8          | 1          | 0           | 0          | 2                 | 0                 | 1                 | 0                 | -                | -                | -                | -                | -             | -             | -             | -             | 10       | 1      | 1           | 0          |
| M. Dahoud        | 28         | 2          | 3           | 0          | 5                 | 0                 | 0                 | 0                 | 5                | 0                | 2                | 0                | 4             | 1             | 0             | 0             | 42       | 3      | 5           | 0          |
| A. Hahn          | 30         | 3          | 3           | 0          | 5                 | 0                 | 1                 | 0                 | 7                | 2                | 0                | 0                | 3             | 0             | 0             | 0             | 45       | 5      | 4           | 0          |
| P. Herrmann      | 18         | 1          | 1           | 0          | 5                 | 0                 | 1                 | 0                 | 4                | 0                | 1                | 0                | 4             | 0             | 0             | 0             | 31       | 1      | 3           | 0          |
| J. Hofmann       | 21         | 0          | 0           | 0          | 3                 | 1                 | 0                 | 0                 | 2                | 0                | 0                | 0                | 3             | 1             | 0             | 0             | 29       | 2      | 0           | 0          |
| F. Johnson       | 21         | 3          | 1           | 0          | 3                 | 1                 | 0                 | 0                 | 7                | 0                | 0                | 0                | 4             | 0             | 0             | 0             | 35       | 4      | 1           | 0          |
| C. Kramer        | 24         | 0          | 5           | 1          | 4                 | 0                 | 0                 | 0                 | 7                | 0                | 3                | 0                | 3             | 0             | 2             | 0             | 38       | 0      | 10          | 1          |
| T. Ndenge        | -          | -          | -           | -          | -                 | -                 | -                 | -                 | -                | -                | -                | -                | -             | -             | -             | -             | -        | -      | -           | -          |
| N. Rütten        | -          | -          | -           | -          | -                 | -                 | -                 | -                 | -                | -                | -                | -                | -             | -             | -             | -             | -        | -      | -           | -          |
| D. Sow           | 1          | 0          | 0           | 0          | 2                 | 0                 | 0                 | 0                 | -                | -                | -                | -                | -             | -             | -             | -             | 3        | 0      | 0           | 0          |
| T. Strobl        | 23         | 0          | 6           | 1          | 4                 | 0                 | 0                 | 0                 | 7                | 0                | 0                | 0                | 3             | 0             | 1             | 0             | 37       | 0      | 7           | 1          |
| I. Traoré        | 14         | 1          | 0           | 0          | 2                 | 0                 | 0                 | 0                 | 5                | 0                | 1                | 0                | -             | -             | -             | -             | 21       | 1      | 1           | 0          |
| J. Drmić         | 12         | 0          | 0           | 0          | 1                 | 0                 | 0                 | 0                 | -                | -                | -                | -                | 3             | 0             | 0             | 0             | 16       | 0      | 0           | 0          |
| M. Feigenspan    | -          | -          | -           | -          | -                 | -                 | -                 | -                 | -                | -                | -                | -                | -             | -             | -             | -             | -        | -      | -           | -          |
| T. Hazard        | 23         | 6          | 3           | 0          | 2                 | 1                 | 0                 | 0                 | 6                | 4                | 1                | 0                | 2             | 0             | 0             | 0             | 33       | 11     | 4           | 0          |
| Raffael          | 20         | 7          | 1           | 0          | 2                 | 1                 | 0                 | 0                 | 7                | 5                | 1                | 0                | 2             | 0             | 1             | 0             | 31       | 13     | 3           | 0          |
| B. Simakala      | 1          | 0          | 0           | 0          | -                 | -                 | -                 | -                 | -                | -                | -                | -                | -             | -             | -             | -             | 1        | 0      | 0           | 0          |
| L. Stindl        | 30         | 11         | 8           | 0          | 4                 | 2                 | 1                 | 0                 | 7                | 2                | 0                | 1                | 3             | 3             | 1             | 0             | 44       | 18     | 10          | 1          |